# No Right Turn
No Right Turn er et dansk drama fra 2009.
Filmen er instrueret af David Noel Bourke, der også er manuskriptforfatter.

## Medvirkende
- Laura Bach
- Sira Stampe Villadsen
- Solbjørg Højfeldt
- Scott Farrell
- Lars Lippert
- Tao Hildebrand
- Mads Koudal
- Morten Steensgaard
- Peter Dam-Ottesen
- Kim Sønderholm
- Michael René
- Gauthier Bricont